# TUI Airlines Belgium
TUI Airlines Belgium N.V. (zuvor im Außenauftritt Jetairfly) ist eine belgische Charter- und Linienfluggesellschaft mit Sitz in Brüssel und Basis auf dem Flughafen Brüssel-Zaventem. Sie ist eine Tochtergesellschaft der TUI und Mitglied des Konzernverbundes TUI Airlines.

## Geschichte
Jetairfly wurde im März 2004 unter dem Namen TUI Airlines Belgium gegründet und übernahm die meisten Flüge der insolventen Sobelair. Die Tochtergesellschaft der TUI führte zunächst Charterflüge unter der Firmenbezeichnung Jetair durch. Aufgrund einer neuen Marketingkampagne von TUI änderte sie ihren Namen im November 2005 in Jetairfly. 
Im Frühjahr 2012 wurde die vollständige Integration der marokkanischen Schwestergesellschaft Jet4you eingeleitet, deren Flotte und Streckennetz übernommen wurden.
Im März 2013 übernahm Jetairfly ihre erste von zwei bestellten Embraer 190, im Frühjahr 2014 folgte eine Boeing 787-8.
Wie im Mai 2015 bekannt wurde, sollen in Zukunft alle Fluggesellschaften des Konzernverbundes (bis auf Corsair International, welche verkauft werden soll) unter dem neuen Einheitsnamen Tui auftreten. Die Änderung erfolgte einerseits aus Marketingüberlegungen, andererseits lassen sich Personal und Flugzeuge so einfach innerhalb des ganzen Konzernverbundes einsetzen.
Im Januar 2018 erhielt TUI Airlines Belgium ihre erste Boeing 737 Max 8. Bis zum Flugverbot für die Boeing 737 MAX wurden zwei weitere Flugzeuge übernommen. Nach der Aufhebung des Flugverbots durch die EASA führte TUI Airlines Belgium am 17. Februar 2021 als erste Fluggesellschaft in Europa wieder Linienflüge mit der Boeing 737 MAX durch.

## Flugziele
Von ihrem Heimatflughafen Brüssel-Zaventem aus werden über 70 Urlaubsziele am Mittelmeer, am Roten Meer, in der Karibik, auf den Kanarischen Inseln und in Nordafrika angeflogen. Als weitere Basen werden die Flughäfen Lüttich, Brüssel-Charleroi, Ostende-Brügge und Antwerpen genutzt.

## Flotte
Mit Stand Mai 2025 besteht die Flotte der TUI Airlines Belgium aus 20 Flugzeugen mit einem Durchschnittsalter von 10,3 Jahren:
| Flugzeugtyp      | Anzahl | bestellt | Anmerkungen               | Sitzplätze (Economy+/Economy) | Durchschnittsalter |
| ---------------- | ------ | -------- | ------------------------- | ----------------------------- | ------------------ |
| Boeing 737-700   | 02     | 0        | mit Winglets ausgestattet | 148 (-/148)                   | 18,7 Jahre         |
| Boeing 737-800   | 08     | 0        | mit Winglets ausgestattet | 189 (-/189)                   | 14,6 Jahre         |
| Boeing 737 MAX 8 | 06     | 0        |                           | 189 (-/189)                   | 04,5 Jahre         |
| Boeing 787-8     | 01     | 0        |                           | 305 (35/280)                  | 11,5 Jahre         |
| Embraer E195-E2  | 03     | 0        | eine inaktiv              | 136 (-/136)                   | 04,3 Jahre         |
| Gesamt           | 20     | -        |                           |                               | 10,3 Jahre         |

Stand 30. Juni 2024 sind von TUI Airlines 39 Boeing 737 Max bestellt. Die Aufteilung in Varianten sowie die Verteilung an die Airlines ist noch nicht bekannt.

### Ehemalige Flugzeugtypen

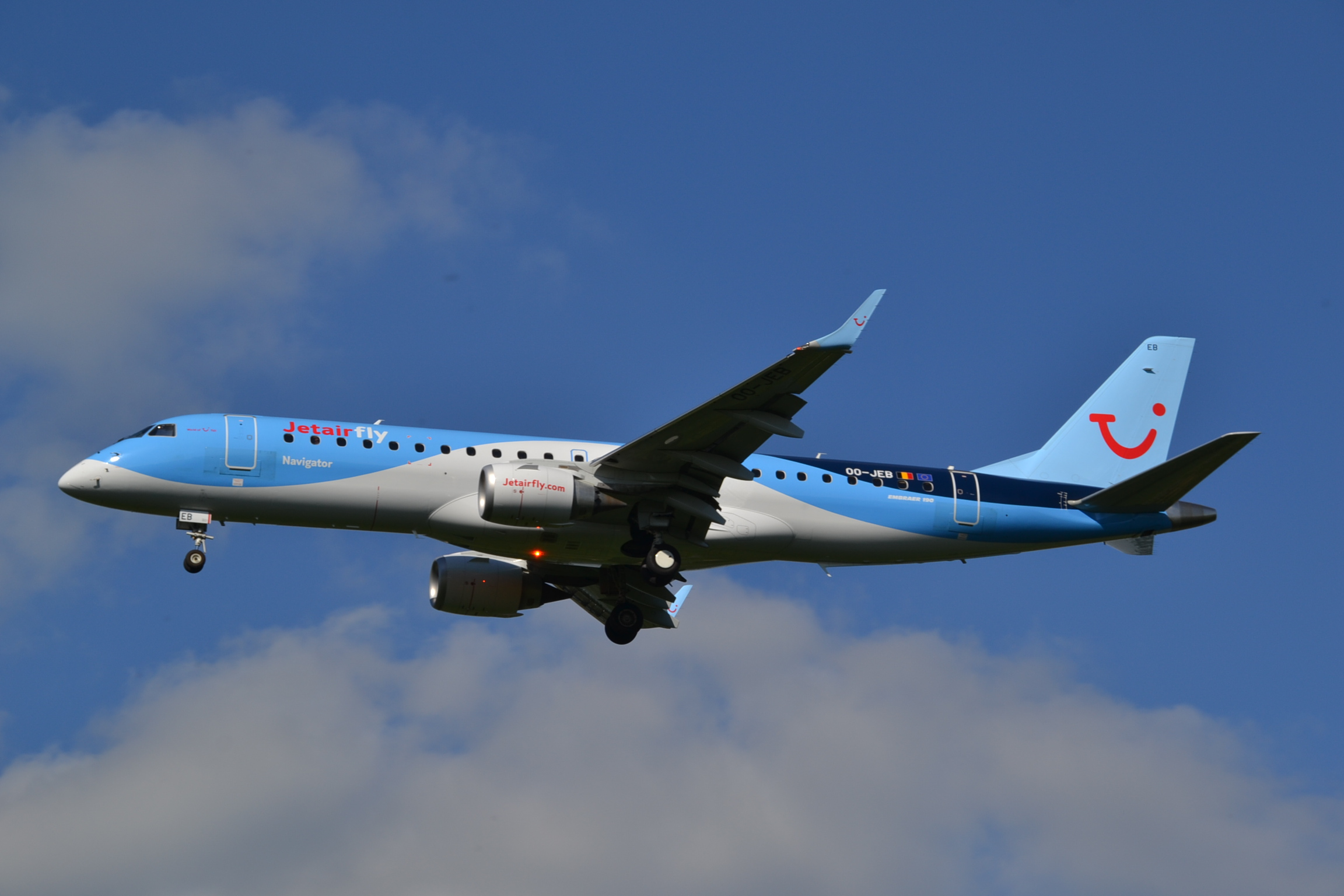
Ehemalige Embraer 190 der TUI Airlines Belgium

- Airbus A320-200
- Boeing 767-300ER
- Embraer 190

### Aktuelle Sonderbemalungen
| Flugzeugtyp    | Luftfahrzeugkennzeichen | Bemalung             | Zeitraum          | Bild |
| -------------- | ----------------------- | -------------------- | ----------------- | ---- |
| Boeing 737-800 | OO-JAF                  | „Family Life Hotels“ | seit Februar 2016 |      |

### Ehemalige Sonderbemalungen
| Flugzeugtyp    | Luftfahrzeugkennzeichen | Bemalung               | Zeitraum                | Bild |
| -------------- | ----------------------- | ---------------------- | ----------------------- | ---- |
| Boeing 737-800 | OO-JPT                  | „RIU Hotels & Resorts“ | Juni bis September 2018 |      |

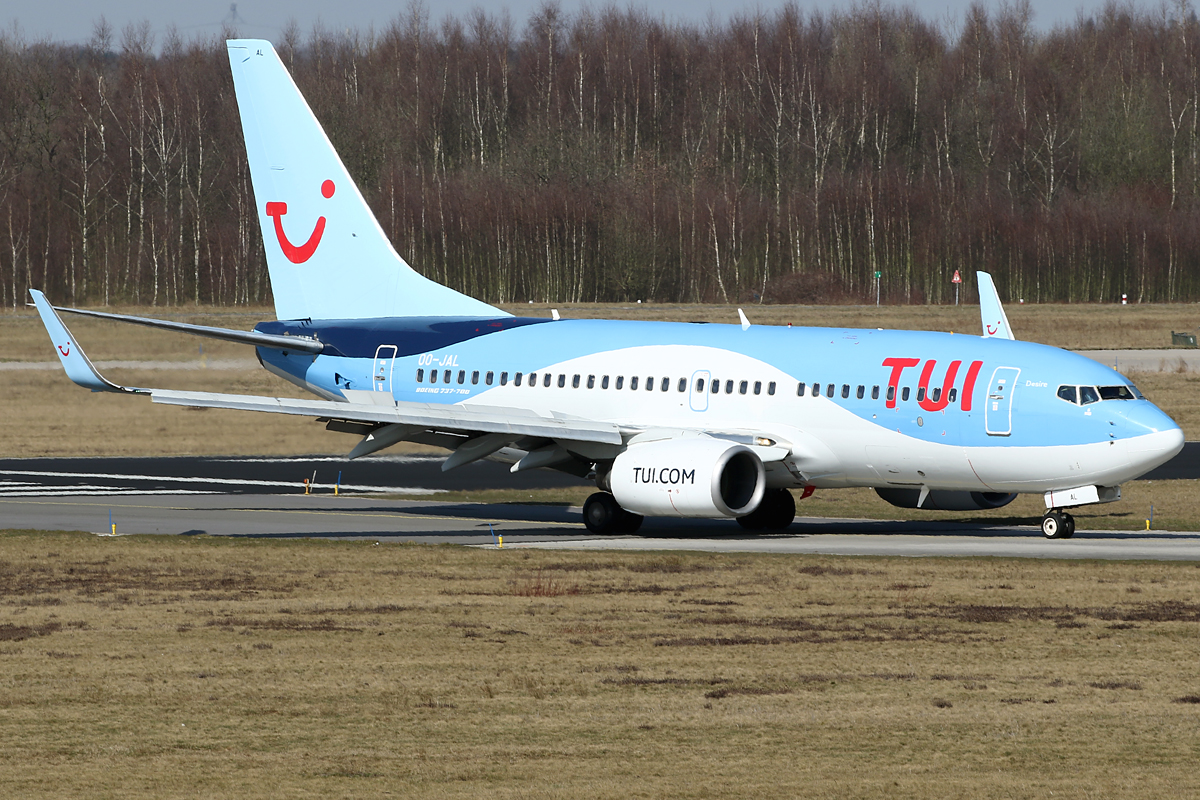
Boeing 737-700
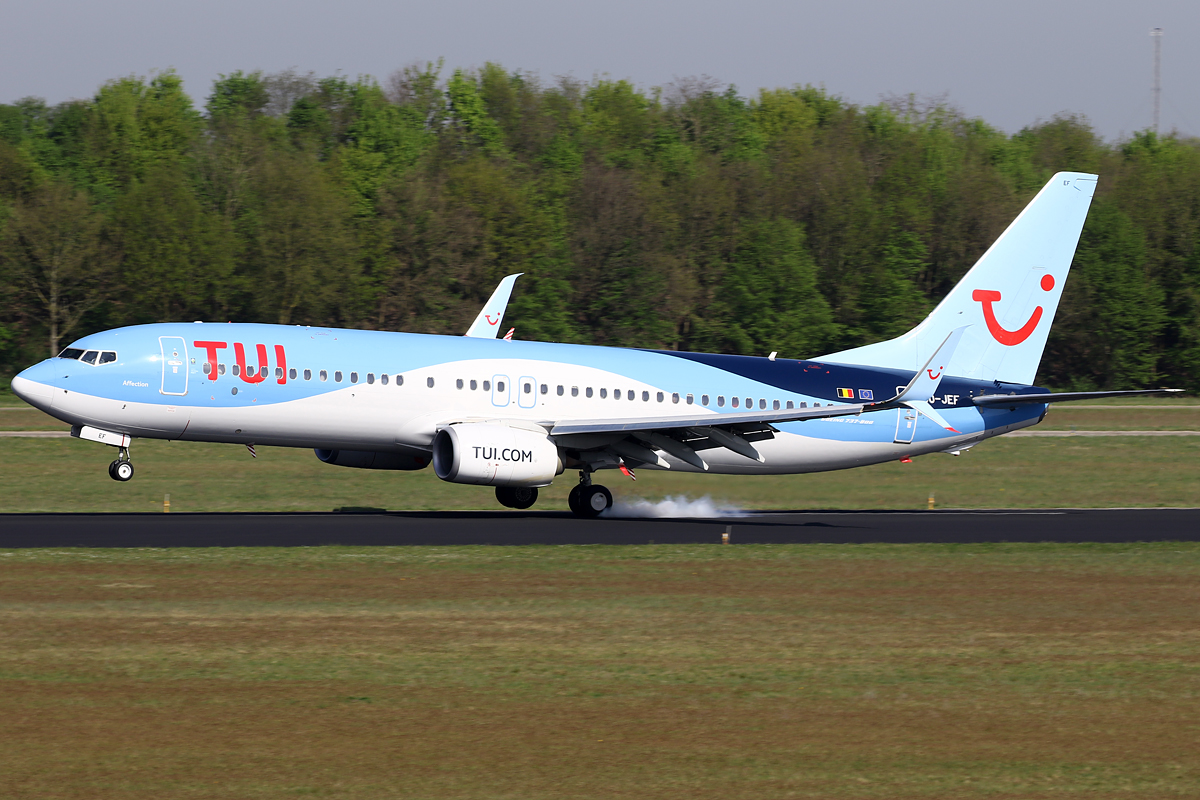
Boeing 737-800
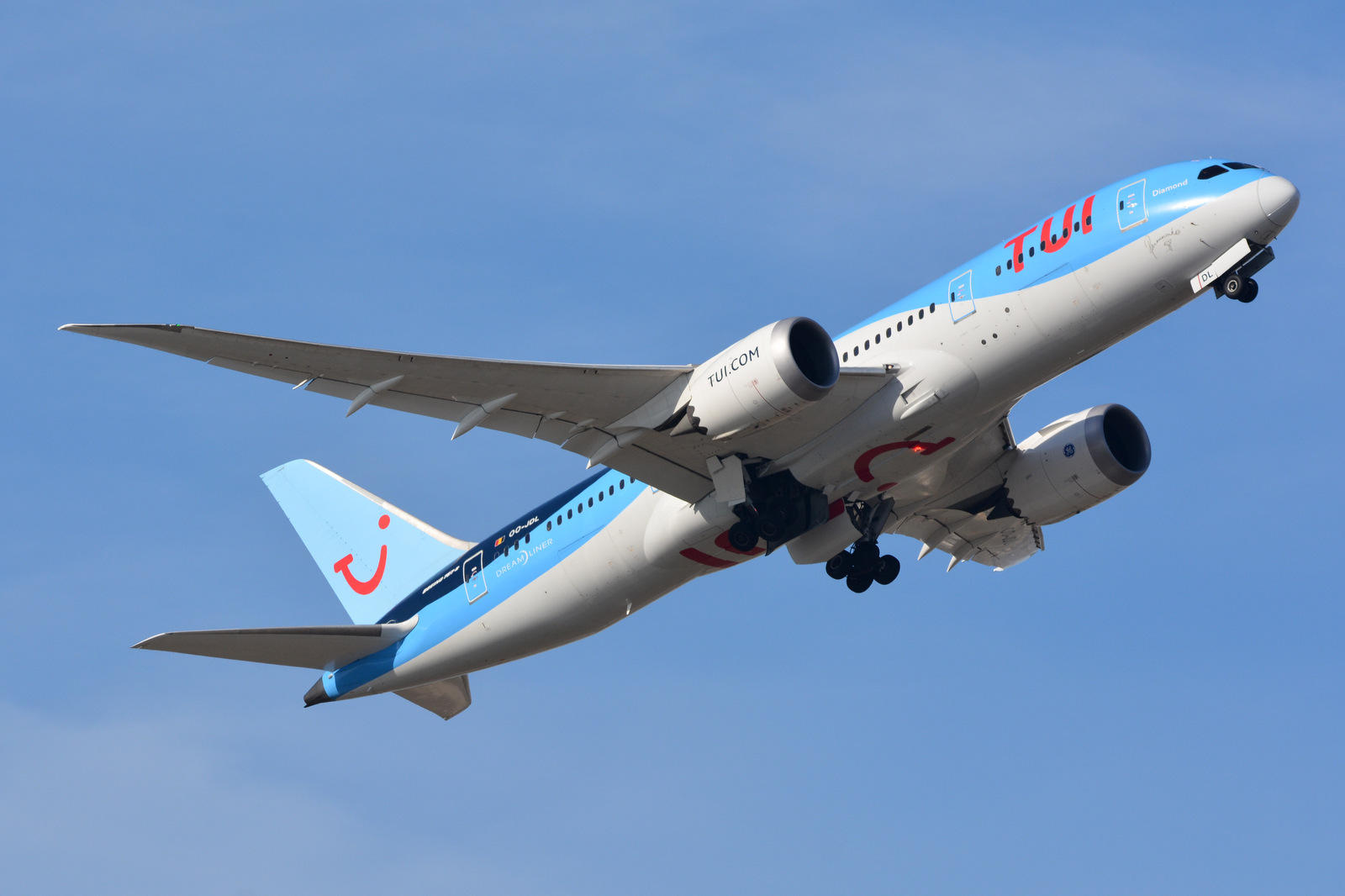
Boeing 787-8 Dreamliner
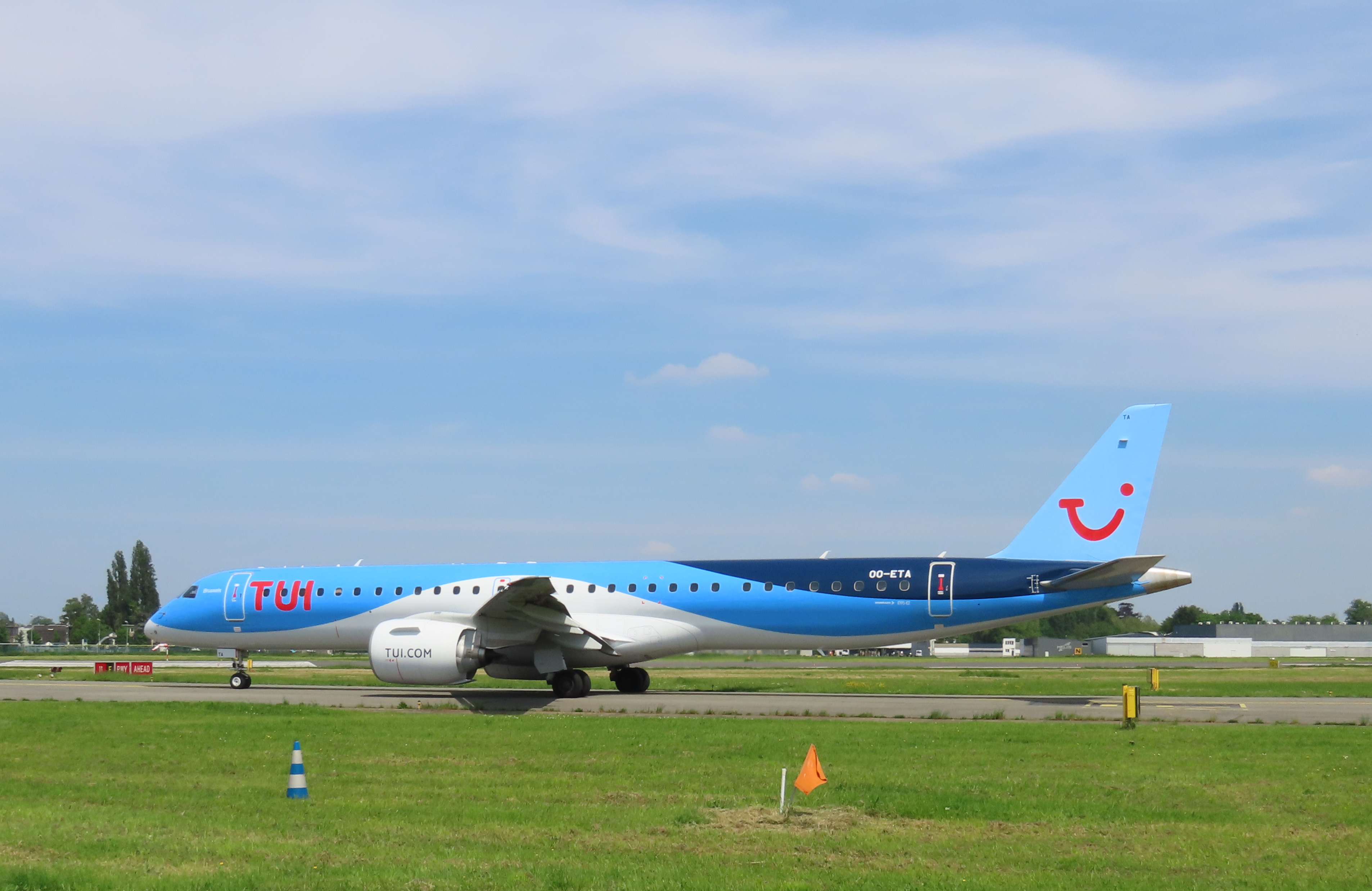
Embraer E195-E2